# Santo Stefano Belbo
Santo Stefano Belbo (San Stevo an Belb in piemontese) è un comune italiano di 3 718 abitanti della provincia di Cuneo in Piemonte. È il comune più orientale della provincia e quello a minore altitudine. Dal primo gennaio 2019 ha incorporato il comune limitrofo di Camo. È il luogo natale dello scrittore Cesare Pavese, del pilota Rinaldo Capello detto "Dindo" e del soprano Rita Ceretto conosciuta come Ada Neri.
Situato sulle rive del torrente Belbo, affluente del fiume Tanaro, fa parte della Unione montana Alta Langa, è noto principalmente per la produzione vinicola in particolare il Moscato.

## Storia

### Simboli
Lo stemma comunale, concesso con regio decreto del 21 agosto 1902, si può blasonare:
Il gonfalone, concesso con DPR del 13 dicembre 1983, è un drappo di rosso.

## Monumenti e luoghi d'interesse

### Chiesa dei Santi Giacomo e Cristoforo
Risalente al 1300, sorge accanto ai resti di un'antica torre medievale e ai ruderi del castello. Abbandonata nel 1926, è oggi sede della biblioteca civica e della Fondazione "Cesare Pavese".

### Santuario della Madonna della Neve.
Si trova in cima alla collina di Moncucco e da qui ogni anno il 4 agosto parte il segnale per l'accensione dei falò che illuminano il paesaggio collinare.

### Casa natale di Cesare Pavese
Situata sulla strada per Canelli, è ora adibito come museo ed il lato frontale dell'edificio ospita il pub "Paesi tuoi". Nel giardino vi è anche ubicato un monumento allo stesso Pavese.

### Laboratorio di falegnameria di Nuto
Pinolo Scaglione detto "Nuto" era una delle persone più importanti per Pavese, e fece anche parte di molti suoi scritti: come protagonista nella poesia I fumatori di carta e presente nel romanzo La luna e i falò. Oggi la Casa di Nuto ospita numerose testimonianze della sua attività quali la raccolta completa delle opere e delle loro traduzioni in diverse lingue, fotografie dello scrittore e dei luoghi dove sono ambientati i suoi romanzi, nonché una sezione dedicata agli studi sull’autore. E ancora: una collezione di oggetti originari della casa, di attrezzi del mondo contadino e di arnesi di una bottega di maniscalco.

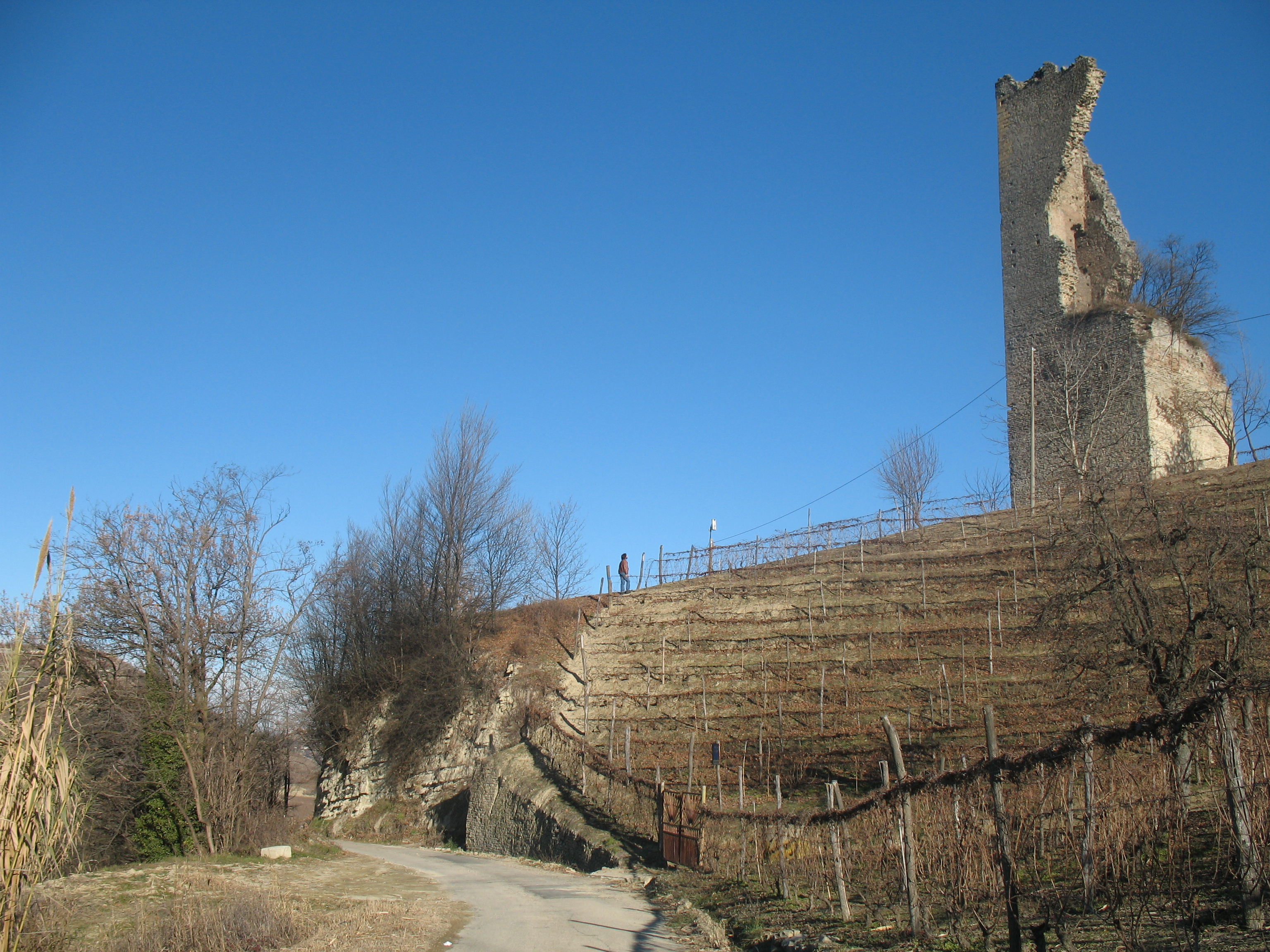
La torre medievale sulla collina di S. Libera
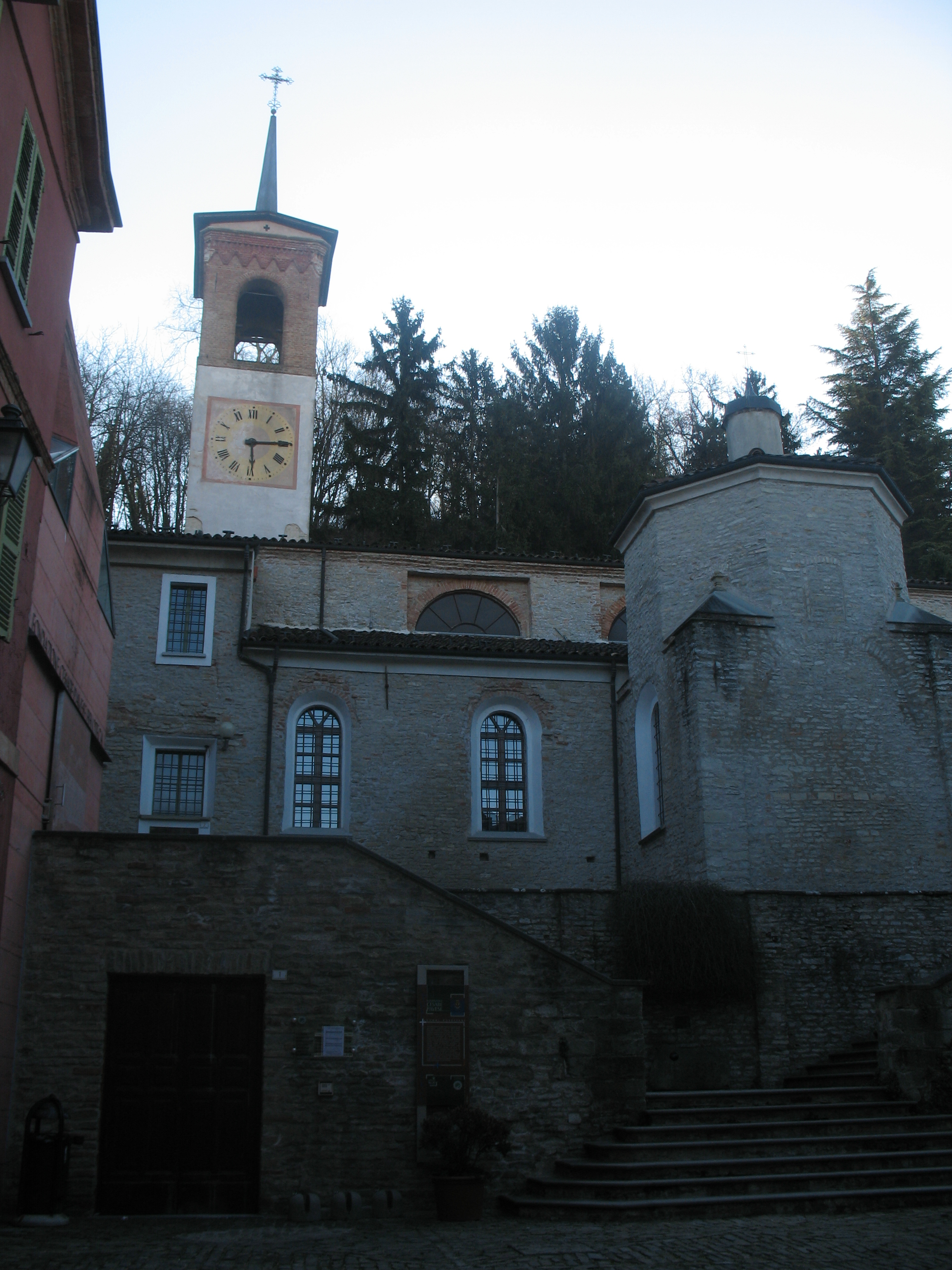
Il Centro Studi Cesare Pavese e la chiesa dei SS. Giacomo e Cristoforo
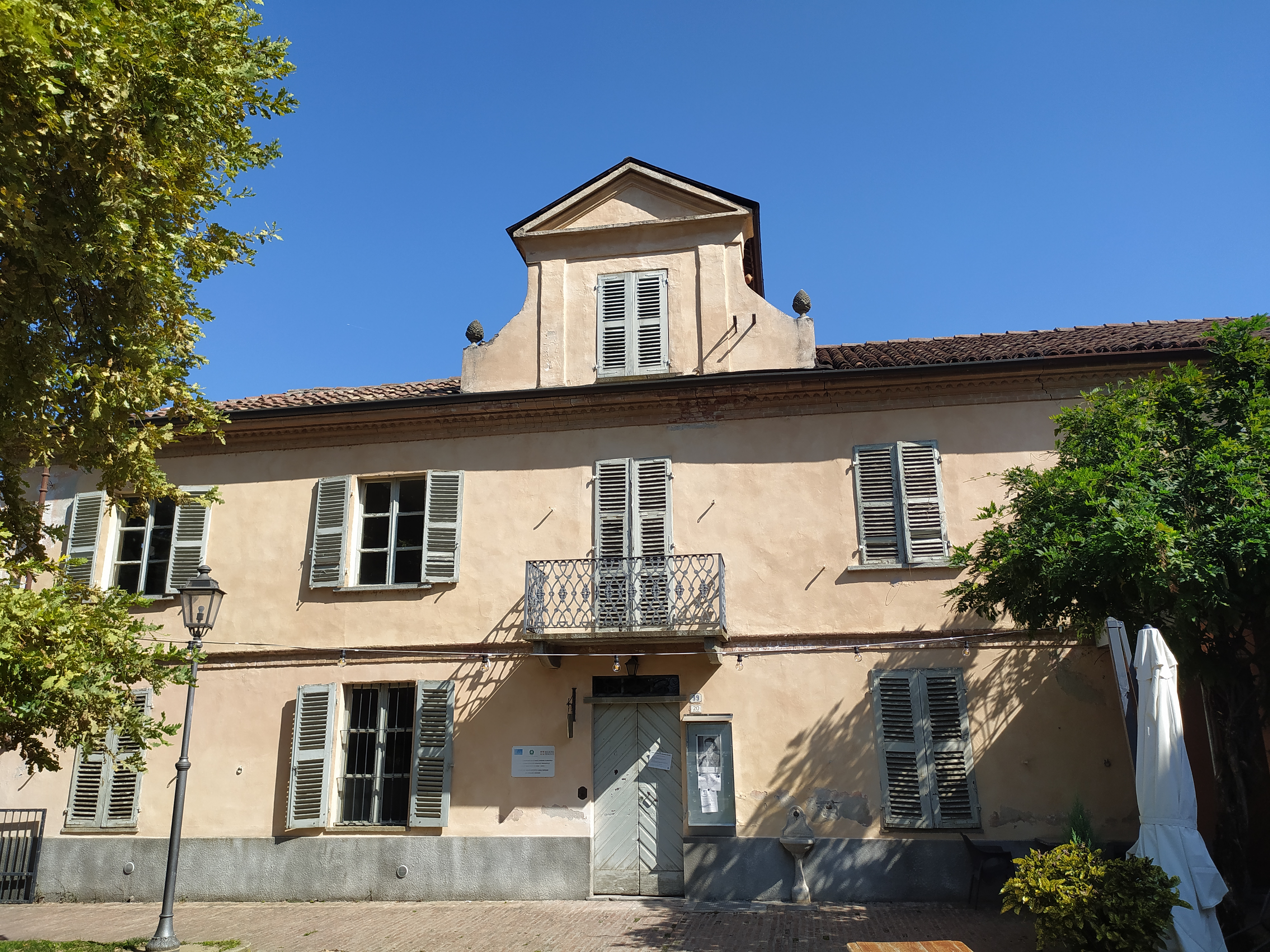
Casa natale di Cesare Pavese
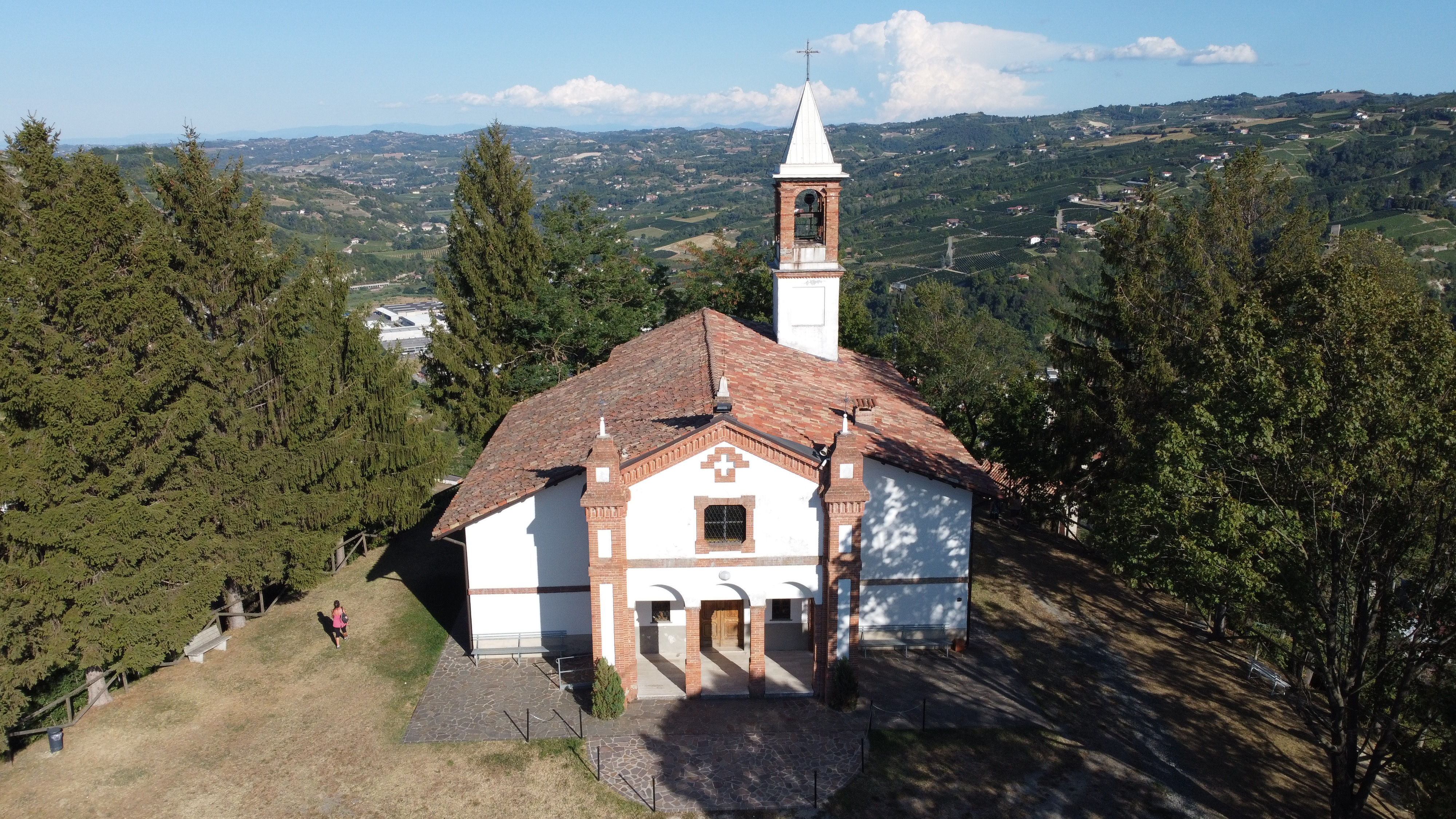
Santuario della Madonna della Neve
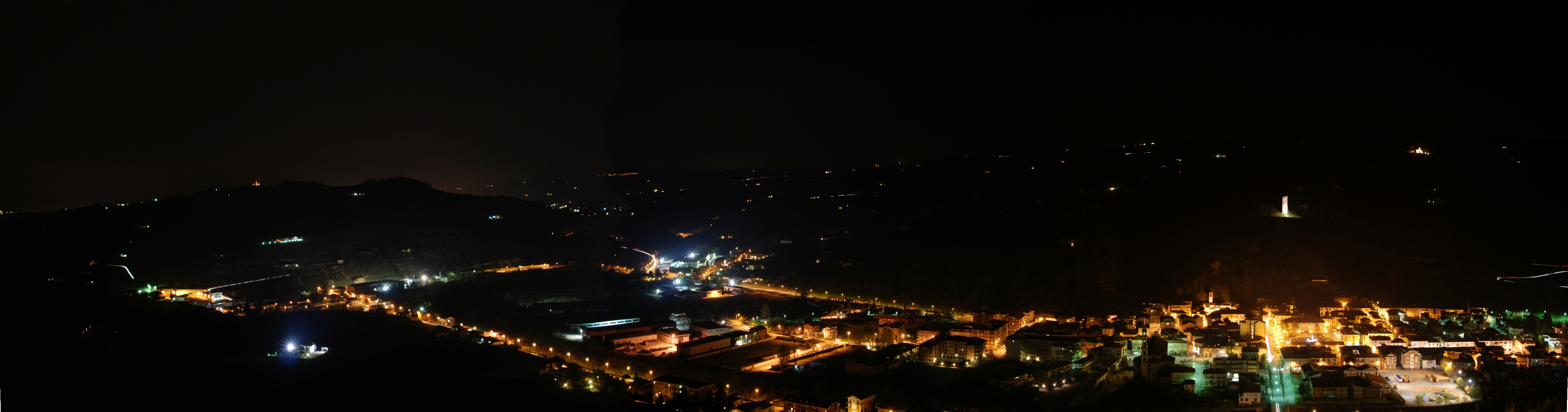
Notturno dalla collina di Moncucco

## Cultura

### Eventi pubblici

#### La Notte Gialla
Santo Stefano Belbo è solita, ogni estate, ospitare la "Notte Gialla", quest'evento rappresenta una grande opportunità per mostrare specialmente l'eccellenza del territorio nel settore vitivinicolo. Le strade si animano con spettacoli musicali, mercatini artigianali e degustazioni di prodotti tipici locali, come i celebri vini delle Langhe. La manifestazione è un momento di aggregazione per la comunità locale e un'attrazione per i turisti, offrendo un'esperienza unica che unisce tradizione, arte e gastronomia in un contesto suggestivo e affascinante.

#### La Fiera dei Cubiot
Nel paese, all'inizio di dicembre, si tiene una antica fiera chiamata "di cubiot", dedicata ai neofidanzati. Era tradizione che le coppie formate dai bacialé (sensali di matrimoni) si mostrassero per la prima volta insieme in questa occasione. Solitamente, i giovani si sposavano poco dopo, al massimo entro Pasqua, prima che l'arrivo della primavera rendesse più impegnativo il lavoro nei campi.
La prima domenica del mese, la fiera si sviluppa lungo le vie del paese, con bancarelle e stand gastronomici. Sotto l'ala vengono distribuite caldarroste, friciule (frittelle) e vin brulè. Un'area è dedicata alla mostra di macchine e attrezzi agricoli.
Dalla fine degli anni Novanta, la fiera è stata rinnovata e arricchita con spettacoli, come l'esibizione della banda musicale, gruppi folkloristici, artisti di strada e cantastorie. Inoltre, viene fatta rivivere la figura tipica del bacialé, che un tempo girava per il paese a procacciare matrimoni.

### Letteratura

#### Cesare Pavese
Cesare Pavese (1908–1950) è stato uno dei più importanti scrittori e poeti italiani del XX secolo, ha trascorso gran parte della sua vita a Torino dove ha frequentato il liceo e successivamente l'Università, laureandosi in Lettere.
La carriera letteraria di Pavese è strettamente legata alla casa editrice Einaudi, con la quale ha collaborato come traduttore, redattore e infine direttore editoriale. Ha tradotto in italiano opere di scrittori americani come Herman Melville, John Steinbeck e William Faulkner, influenzando significativamente il panorama culturale italiano dell'epoca con la diffusione della letteratura americana.
Pavese è noto per i suoi romanzi e le sue poesie, caratterizzati da uno stile lirico e malinconico, in cui esplora temi come la solitudine, la ricerca di identità e il rapporto tra individuo e società. Tra le sue opere più celebri si annoverano La luna e i falò (1950), un romanzo che riflette sul ritorno alle radici e sulla disillusione del dopoguerra, e Dialoghi con Leucò (1947), una raccolta di dialoghi filosofici ispirati alla mitologia greca.
La sua vita fu segnata da una profonda inquietudine esistenziale e da frequenti crisi depressive. Il suo diario, pubblicato postumo con il titolo Il mestiere di vivere (1952), offre una visione intima delle sue riflessioni personali e della sua lotta interiore. Pavese si tolse la vita il 27 agosto 1950, in una stanza d'albergo a Torino, lasciando un biglietto con le parole «Non fate troppi pettegolezzi».
L'eredità di Cesare Pavese rimane viva nella letteratura italiana, e il suo lavoro continua a essere oggetto di studio e ammirazione. La sua capacità di catturare le sfumature dell'animo umano e di rappresentare la complessità dei rapporti umani lo rende un autore di straordinaria profondità e sensibilità.

##### Le relazioni con il paese natale
La relazione di Cesare Pavese con il suo paese natale, Santo Stefano Belbo, è stata profonda e complessa, influenzando in modo significativo la sua vita e la sua opera. Situato nelle Langhe, una regione collinare del Piemonte, Santo Stefano Belbo ha fornito a Pavese un ricco patrimonio di ricordi e immagini che hanno alimentato la sua scrittura.
Santo Stefano Belbo è stato il luogo dell'infanzia di Pavese, dove ha vissuto fino all'età di sei anni prima di trasferirsi a Torino. Tuttavia, le esperienze e le impressioni di quei primi anni hanno lasciato un segno indelebile nella sua mente. Il paesaggio delle Langhe, con le sue colline, i vigneti e i piccoli borghi, è diventato un simbolo ricorrente nelle sue opere, rappresentando un mondo arcaico e rurale, spesso contrapposto alla modernità e alla vita urbana.
Uno dei testi più significativi in cui Pavese esplora il legame con il suo paese natale è La luna e i falò. Questo romanzo, considerato il suo capolavoro, racconta la storia di un uomo che, dopo molti anni trascorsi in America, ritorna nel suo paese d'origine, Santo Stefano Belbo, in cerca delle sue radici e di un senso di appartenenza. Attraverso il protagonista, Pavese riflette sul tema del ritorno, del confronto tra passato e presente, e della ricerca di identità. Il paese diventa un luogo di memoria e di riflessione, dove il protagonista rivive le esperienze della sua infanzia e affronta le delusioni e i cambiamenti del dopoguerra.
La campagna piemontese, con la sua vita semplice e dura, è spesso idealizzata nelle opere di Pavese, ma al contempo è rappresentata con realismo e acutezza. I personaggi che popolano i suoi racconti sono spesso contadini, braccianti e gente semplice, le cui storie riflettono le difficoltà e le speranze della vita rurale.
Nonostante il trasferimento a Torino e il coinvolgimento nella vita intellettuale e politica della città, Pavese mantenne sempre un legame affettivo con Santo Stefano Belbo. Questo legame si manifestava anche nei suoi ritorni periodici al paese, dove cercava rifugio e ispirazione. La casa natale di Pavese, oggi trasformata in un museo, è diventata un luogo di pellegrinaggio per i suoi ammiratori e per chiunque voglia comprendere meglio le radici della sua arte.

## Società

### Evoluzione demografica
Abitanti censiti

### Etnie e minoranze straniere
Secondo i dati Istat al 31 dicembre 2017, i cittadini stranieri residenti a Santo Stefano Belbo sono 432, così suddivisi per nazionalità, elencando per le presenze più significative:
1. Repubblica di Macedonia, 308
2. Bulgaria, 82
3. Romania, 79
4. Albania, 31

## Economia
La maggior parte delle attività economiche di Santo Stefano Belbo ruota intorno alle produzioni vitivinicole. Questa realtà ha anche favorito tutta una serie di attività eno-meccaniche indotte: ricordiamo, tra le tante, il primato santostefanese nel mondo per la costruzione di macchine per il lavaggio e l'asciugatura di bottiglie piene e per le macchine per l'irrorazione del solfato di rame.
Inoltre sono presenti attività dell'artigianato e della piccola industria, legate all'enologia all'automobilismo ed alla lavorazione della nocciola Tonda Gentile.

## Amministrazione
Di seguito è presentata una tabella relativa alle amministrazioni che si sono succedute in questo comune.
| Periodo           | Periodo           | Primo cittadino            | Partito                                                   | Carica  | Note   |
| ----------------- | ----------------- | -------------------------- | --------------------------------------------------------- | ------- | ------ |
| 18 gennaio 1988   | 7 giugno 1993     | Giovanni Franco Ceretto    | Partito Socialista Italiano                               | Sindaco | [ 11 ] |
| 7 giugno 1993     | 28 aprile 1997    | Luigi Ciriotti             | Partito Liberale Italiano                                 | Sindaco | [ 11 ] |
| 28 aprile 1997    | 14 maggio 2001    | Luigi Ciriotti             | -                                                         | Sindaco | [ 11 ] |
| 14 maggio 2001    | 30 maggio 2006    | Giuseppe Artuffo           | Alleanza Nazionale                                        | Sindaco | [ 11 ] |
| 30 maggio 2006    | 16 maggio 2011    | Giuseppe Artuffo           | centro-destra                                             | Sindaco | [ 11 ] |
| 16 maggio 2011    | 22 settembre 2020 | Luigi Genesio Icardi       | lista civica Vivere Santo Stefano                         | Sindaco | [ 11 ] |
| 22 settembre 2020 | in carica         | Laura Maria Cristina Capra | lista civica di centro-destra Noi per Santo Stefano Belbo | Sindaco | [ 11 ] |